# Gossypium herbaceum
El cotoner, planta del cotó o cotoner arbori (Gossypium Herbaceum) és una planta herbàcia de la família de les malvàcies conreada actualment a gran part dels països mundials per l'obtenció del cotó.

## Etimologia
El nom científic del gènere, és a dir, Gossypium, és una paraula que prové del llatí i significa "planta del cotó"; va ser batejada pel suec Carl von Linné. El nom popular en català, Cotoner, ve de la paraula cotó i vol dir planta que produeix el cotó.

## Ecologia

### Distribució mundial
Aquesta planta és originària del subcontinent Indi i d'Aràbia Saudí. El seu cultiu s'ha estès arreu del món: els principals productors de cotoner al món són la Xina, el Paquistan, els Estats Units i l'Índia; però si es mira de forma quantitativa, els que tenen un índex més elevat d'exportació del fruit (cotó) són els Estats Units, l'Uzbequistan, l'Australia i l'Argentina. Catalunya no és l'hàbitat natural.

### Hàbitat
L'hàbitat del Gossypium herbaceum són les zones càlides com la conca mediterrània, l'Índia, Síria, Àfrica i els Estats Units. Més concretament, la planta creixerà i es desenvoluparà millor en sòls profunds que permetin desenvolupar el seu sistema radicular. Per una banda, és un tipus de planta que tolera més o menys bé els sòls amb una salinitat més alta de l'habitual, però, per una altra banda, no tolera gens bé els pHs àcids i els excessos de calç als sòls.

## Morfologia

### Forma vital de Raunkjaer
Pertany al grup dels faneròfits (nanofaneròfits).

### Òrgans vegetatius
L'arrel és axonomorfa, és a dir, que presenta una arrel principal molt més desenvolupada amb relació a les arrels secundàries. L'arrel principal és fusiforme i pot arribar a penetrar fins a 3 metres de profunditat (funció de sosteniment). En canvi, les arrels secundàries són molt més curtes i primes i surten projectades horitzontalment de l'arrel principal; la seva funció és principalment absorbir aigua i nutrients del sòl.
L'alçada de la planta es considera a partir de la tija (ja que l'arrel està enterrada) i oscil·la entre 1,5 i 2,5 metres. La tija se sosté per si mateixa de forma regular i recta, té un creixement monopòdic(únic per planta) i té ramificacions que donaran lloc a branques que poden ser vegetatives o fructíferes (per on estaran fixades les fulles i les flors, o fruits).
Característiques de les fulles:
- Forma del limbe: Lanceolada (punxeguda)
- Forma de l'àpex: Agut
- Forma de la base: Cordada
- Divisió del marge: Simple (fulla entera)
- Fulla formada per 3 a 7 lòbuls ovals(normalment 5: 3 lòbuls grans centrals i 2 més petits laterals)
- Nervadura: Palmada
- Superfície: Revoluta
- Presenta 2 estípules a la base
- Disposició damunt la tija: Alternada
- Està peciolada

La pilositat de la planta s'anomena cotó, que són cèl·lules epidèrmiques de les llavors i es pot trobar als fruits de la planta. L'estructura pilosa pot arribar a fer entre uns 20 i 45 centímetres de llargària i, 15 i 25 micres d'amplada.
La pilositat, d'altra banda, la podem trobar a les fulles en unes dimensions i proporcions molt més petites que als fruits on és una mesura de protecció per la fulla, o més ben dit, per la mateixa planta.

### Òrgans reproductors
El cotoner és una planta autògama, hermafrodita. Les inflorescències que presenta ho fa en forma de raïm.
El periant és diferenciat, és un perigoni, el calze és dialisèpal i la corol·la és dialipètala. El calze de la flor està protegit per tres bràctees i té forma de copa. Cal esmentar que la corol·la és rotàcia. El cotoner presenta una simetria actinomorfa, amb més de dos plans de simetria.
D'altra banda a l'androceu els estams són monadelfs, és a dir, només posseeixen una teca, de dehiscència longitudinal. Els grans de pol·len són massa pesats com per ser transportats pel vent i són insectes (vectors entomòfils) els encarregats de transportar-los. Són opositipètals amb els estams inclusos.
El gineceu està format per de 3 a 5 carpels soldats, és pluricarpelar. L'ovari és súper i la flor és hipògina.
Finalment, esmentar que el cotoner és conegut mundialment pel seu fruit el qual té de 3 a 5 lòculs, és a dir, té una càpsula ovoide, resultat de la gestació del zigot durant uns 3 o 4 mesos, amb de 3 a 5 carpels que contenen de 6 a 10 llavors. Les cèl·lules epidèrmiques les llavors és el que constitueixen la fibra, el cotó. La seva longitud pot anar dels 20 fins als 45 cm., la mida oscil·la entre els 15 als 25 µm i el pes de 10 a 4 gr.

## Farmacologia

### Part utilitzada
Les parts de la planta que s'utilitza, el que en diríem droga o principi actiu, són principalment les llavors, l'escorça de l'arrel jove i en menor mesura les fulles i flors.

### Composició química
Composició química l'oli essencial extret de les llavors:
- β-bisabolol
- Curcumè.

Composició química de l'escorça jove (tendre) de l'arrel:
- Àcid gossípic
- Resina (8%)
- Fitosterol.
- Greixos
- Sucres
- Gossypol.
- Gomes
- Tanins
- Clorofil·la
- Acetovallona.
- Àcid salicílic i fenòlic
- Flavonoides
- Substàncies fenòliques
- Betaïna

Composició química de la pilositat (cotó):
- Cel·lulosa (més del 90%)
- Matèria grassa (0,4%)

### Usos medicinals
L'ús medicinal de les llavors s'aplica en refredats i com a antidiarreics. L'oli de les llavors també actua com un anticonceptiu masculí: disminueix el nombre d'espermatozous i la seva mobilitat inhibint la LDH espermàtica i la acrosina. També pot arribar a provocar alteracions en l'espermatogènesi (formes anormals i immadures) i disminuir la síntesi de testosterona.
D'altra banda, l'escorça de l'arrel és utilitzada com a droga per a induir el part, per a l'atonia uterina, a l'amenorrea i dismenorrea, antihemorràgica, antiinflamatòria de la pelvis, i, fins i tot, pot resultar abortiva en dosis elevades. També té efectes emenagogs (estimula el flux menstrual) i galactogogs (estimula la síntesi de llet). Finalment, les fulles i les flors són emolients i són utilitzades en certes zones per a fer infusions contra les irritacions pulmonars o la disenteria. Cal comentar que la planta també té efectes diurètics, antiespàsmics, antineoplàsics i inactiva el VIH Herpes simple II.

### Curiositats
L'esterilitat que provoca aquesta planta va ser descoberta i comprovada a la Xina: els barons que prenien aliments cuinats amb oli de llavors del cotoner van acabar tots estèrils.

### Altres usos
El cotoner es cultiva des de l'antiguitat per l'aprofitament textil de la fibra o cotó. La fibra del cotoner, un cop recol·lectat, se sotmet a un procés de neteja i desengreixament del qual s'obté un cotó en cru. Per la seva gran capacitat d'absorbir els líquids, el cotó s'utilitza en cirurgia, cures d'urgència, tractaments sobre ferides a la pell, etc com a element de neteja (antihemorràgica). És un bon antisèptic però té contraindicacions si s'aplica a cremades.